# Касас Грандес Дос, Позо Нумеро Дос (Ермосиљо)
Касас Грандес Дос, Позо Нумеро Дос (шп. Casas Grandes Dos, Pozo Número Dos) насеље је у Мексику у савезној држави Сонора у општини Ермосиљо. Насеље се налази на надморској висини од 80 м.

## Становништво
Према подацима из 2005. године у насељу су живела 3 становника.

### Хронологија
| Година       | 2000           | 2005 |
| ------------ | -------------- | ---- |
| Становништво | 199 (111 / 88) | 3    |

### Попис
| # | Индикатор                        | Вредност |
| - | -------------------------------- | -------- |
| 1 | Укупно појединачних домаћинстава | 1        |